# Ed Chynoweth Trophy

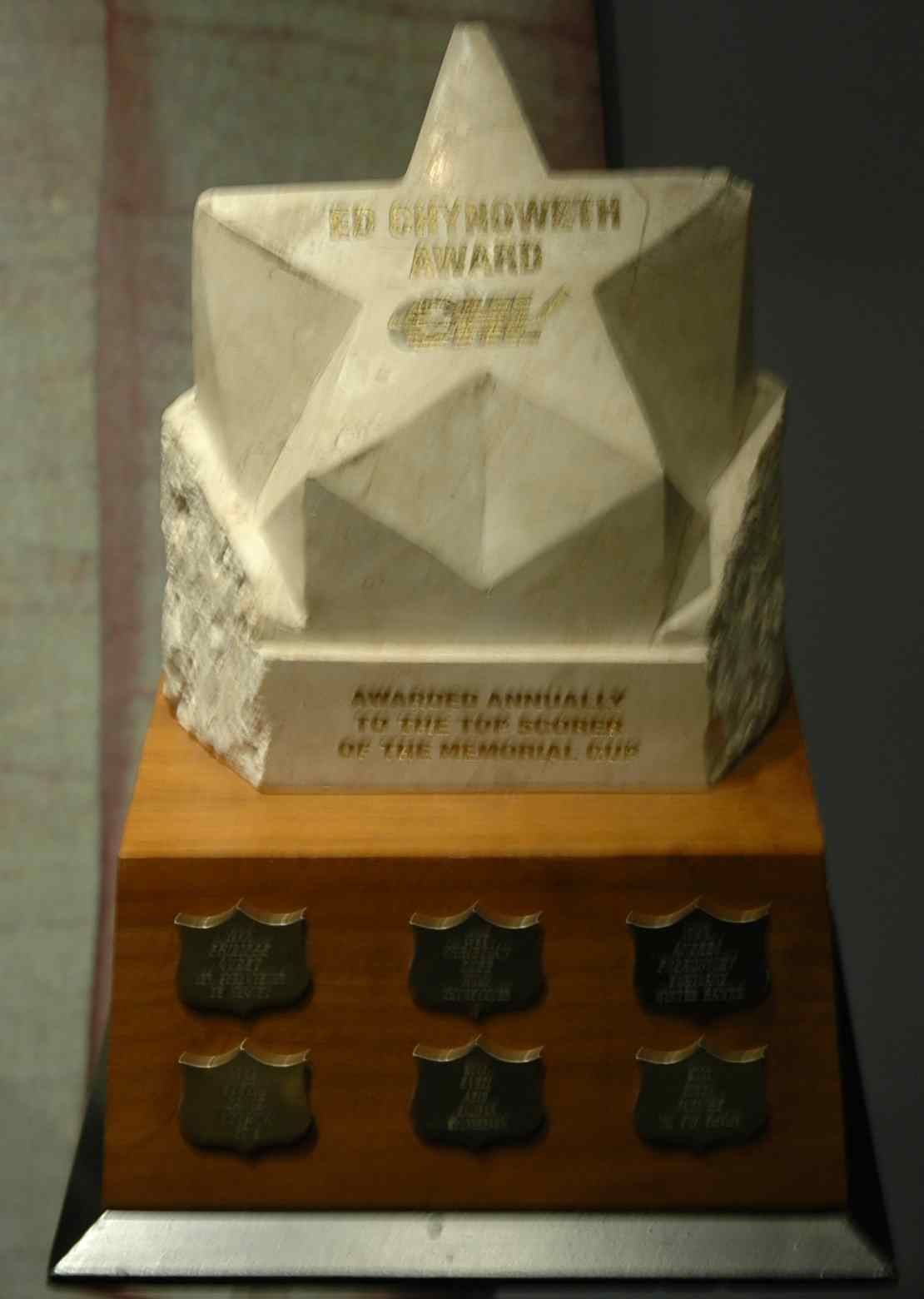
Der Ed Cynoweth Award in der Hockey Hall of Fame in Toronto

Die Ed Chynoweth Trophy ist eine Auszeichnung der Canadian Hockey League. Sie wird seit 1996 jährlich an den Topscorer des Memorial Cups vergeben.
Die Trophäe ist nach Ed Chynoweth benannt, der zwischen 1972 und 1996 als Präsident der Western Hockey League fungierte und zudem von 1975 bis 1996 Präsident der Canadian Hockey League war.

## Gewinner
| Jahr | Spieler                        | Team                           |
| ---- | ------------------------------ | ------------------------------ |
| 2025 | Denver Barkey Easton Cowan     | London Knights                 |
| 2024 | Easton Cowan                   | London Knights                 |
| 2023 | Logan Stankoven                | Kamloops Blazers               |
| 2022 | William Dufour                 | Saint John Sea Dogs            |
| 2021 | Memorial Cup nicht ausgetragen | Memorial Cup nicht ausgetragen |
| 2020 | Memorial Cup nicht ausgetragen | Memorial Cup nicht ausgetragen |
| 2019 | Jakub Lauko                    | Rouyn-Noranda Huskies          |
| 2018 | Sam Steel                      | Regina Pats                    |
| 2017 | Dylan Strome                   | Erie Otters                    |
| 2016 | Mitchell Marner                | London Knights                 |
| 2015 | Leon Draisaitl                 | Kelowna Rockets                |
| 2014 | Henrik Samuelsson              | Edmonton Oil Kings             |
| 2013 | Nathan MacKinnon               | Halifax Mooseheads             |
| 2012 | Michael Chaput                 | Shawinigan Cataractes          |
| 2011 | Andrew Shaw                    | Owen Sound Attack              |
| 2010 | Taylor Hall                    | Windsor Spitfires              |
| 2009 | Jamie Benn                     | Kelowna Rockets                |
| 2008 | Justin Azevedo                 | Kitchener Rangers              |
| 2007 | Michal Řepík                   | Vancouver Giants               |
| 2006 | Gilbert Brulé                  | Vancouver Giants               |
| 2005 | Sidney Crosby                  | Rimouski Océanic               |
| 2004 | Doug O’Brien                   | Gatineau Olympiques            |
| 2003 | Gregory Campbell               | Kitchener Rangers              |
| 2002 | Matthew Lombardi               | Victoriaville Tigres           |
| 2001 | Simon Gamache                  | Val-d’Or Foreurs               |
| 2000 | Ramzi Abid                     | Halifax Mooseheads             |
| 1999 | Justin Davis                   | Ottawa 67’s                    |
| 1998 | Andrej Podkonický              | Portland Winter Hawks          |
| 1997 | Christian Dubé                 | Hull Olympiques                |
| 1996 | Philippe Audet                 | Granby Prédateurs              |